# Chunox
Chunox är en ort i Belize.   Den ligger i distriktet Corozal, i den norra delen av landet, 120 km norr om huvudstaden Belmopan. Chunox ligger 6 meter över havet och antalet invånare är 1 143. Den ligger vid sjön Laguna Seca.
Terrängen runt Chunox är mycket platt. Närmaste större samhälle är Corozal, 11,1 km norr om Chunox.
I omgivningarna runt Chunox växer i huvudsak städsegrön lövskog. Runt Chunox är det glesbefolkat, med 18 invånare per kvadratkilometer.